# Chrysochloris stuhlmanni
Chrysochloris stuhlmanni là một loài động vật có vú trong họ Chrysochloridae, bộ Afrosoricida. Loài này được Matschie mô tả năm 1894.